# Kent, New York
Kent är en kommun (town) i Putnam County i delstaten New York. Vid 2020 års folkräkning hade Kent 12 910 invånare.
I ett samhälle som senare kom att heta Ludingtonville föddes Sybil Ludington, en legendarisk gestalt i amerikanska frihetskriget. Ludingtonville kom senare att bli en del av kommunen Kent.